# Comtat de Rio Arriba
El Comtat de Rio Arriba (en anglès: Rio Arriba County) és un comtat localitzat al nord-oest de l'estat estatunidenc de Nou Mèxic. Pren el seu nom de la seva localització al Río Grande (situat a la part alta, prop del naixement, del riu). Segons dades del cens del 2010, el comtat té 40.246 habitants, el qual representa una disminució del 2,3% respecte dels 41.190 habitants registrats al cens del 2000. La seu de comtat és Tierra Amarilla i la municipalitat més poblada és Española. El comtat va ser incorporat el 1852.

## Geografia
Segons l'Oficina del Cens dels Estats Units, el comtat té una àrea de 15.271 quilòmetres quadrats, dels quals 15.171 quilòmetres quadrats són terra i 100 quilòmetres quadrats (0,65%) eren aigua.
El punt més elevat del comtat és el cim de Truchas Peak a una altitud de 3.993 metres. El comtat va adquirir les seves proporcions actuals després de la creació del Comtat de San Juan el 1887.

### Àrees nacionals protegides
- Carson National Forest (part)
- Santa Fe National Forest (part)
- Valles Caldera National Preserve (part)

### Comtats adjacents
|  |  |  |
|  |  |  |
|  |  |  |

## Història
El comtat va ser un dels nou comtats originals creats pel Territori de Nou Mèxic el 1852. Originalment el comtat s'estenia fins a la frontera amb Califòrnia, i inloïa la terra on se situa avui en dia Las Vegas (Nevada). La seu del comtat inicialment estava a San Pedro de Chamita, poc després a Los Luceros. El 1860 la seu va ser moguda cap a Plaza del Alcalde. Des del 1880 Tierra Amarilla n'és la seu.

## Política
El Comtat de Rio Arriba és tradicionalment un comtat Demòcrata en les eleccions presidencials i congressionals. L'últim Republicà capaç de guanyar el vot popular del comtat va ser Dwight D. Eisenhower el 1956. Des d'almenys el 1978 cap Republicà ha estat votat en les eleccions neomexicanes per a governador.
Es localitza al 3r districte congressual de Nou Mèxic que també històricament és Demòcrata i és representat pel Demòcrata Ben R. Luján. En la Cambra de Representants i en el Senat estatals és representat enterament per polítics Demòcrates. En la Cambra de Representants forma part del 65è districte congressual, representats per James Roger Madalena, Jr. de Jemez Pueblo; en el Senat forma part del 22è districte congressual, representats per Lynda Lovejoy de Crownpoint.

## Demografia

### 2000
Segons el cens del 2000, hi havia 41.190 habitants, 15.044 llars i 10.816 famílies residint en el comtat. La densitat de població era d'unes 3 persones per quilòmetre quadrat. Hi havia 18.016 cases en una densitat d'1 persona per quilòmetre quadrat. La composició racial del comtat era d'un 56,62% blancs, un 0,35% negres o afroamericans, un 13,88% amerindis, un 0,14% asiàtics, un 0,11% illencs pacífics, un 25,62% d'altres races i un 3,28% de dos o més races. Un 72,89% de la població estava composta per hispànics o llatinoamericans de qualsevol raça.
Hi havia 15.044 llars de les quals un 36,90% tenien menors d'edat vivint-hi, un 48,80% tenien parelles casades vivint juntes, un 15,90% tenien una dona com a cap de la llar sense cap marit present i un 28,10% no eren famílies. En un 23,50% de totes les llars hi vivien individuals i en un 7,80% hi vivien individuals majors de 64 anys. La mida mitjana de llar era de 2,71 persones i la de família era de 3,19 persones.
Pel comtat la població s'estenia en un 28,60% menors de 18 anys, un 8,90% de 18 a 24 anys, un 28,80% de 25 a 44 anys, un 22,90% de 45 a 64 anys i un 10,90% majors de 64 anys. L'edat mediana era de 34 anys. Per cada 100 dones hi havia 98,00 homes. Per cada 100 dones majors de 17 anys, hi havia 97,70 homes.
L'ingrés econòmic anual de mediana per a cada llar en el comtat era de 29.429 $ i l'ingrés econòmic anual de mediana per a cada família era de 32.901 $. Els homes tenien un ingrés econòmic anual de mediana de 26.987 $ mentre que les dones en tenien de 22.223 $. La renda per capita pel comtat era de 14.263 $. Un 16,60% de les famílies i un 20,30% de la població vivien per sota del llindar de la pobresa, incloent-hi dels quals un 23,30% menors de 18 anys i un 22,90% majors de 64 anys.

### 2010
El cens dels Estats Units del 2010 va informar que el Comtat de Rio Arriba tenia 40.246 habitants. La composició racial del Comtat de Rio Arriba era de 20.778 (51,8%) blancs, 204 (0,5) negres o afroamericans, 6.447 (16,0%) amerindis, 170 (0,4%) asiàtics, 13 (0,0%) illencs pacífics, 11.288 (28,0%) d'altres races i 1.346 (3,3%) de dos o més races. Hispànics i llatinoamericans de qualsevol raça formaven el 71,3% (28.073 habitants) de la població.
| Població segons el cens dels Estats Units del 2010 | Població segons el cens dels Estats Units del 2010 | Població segons el cens dels Estats Units del 2010 | Població segons el cens dels Estats Units del 2010 | Població segons el cens dels Estats Units del 2010 | Població segons el cens dels Estats Units del 2010 | Població segons el cens dels Estats Units del 2010 | Població segons el cens dels Estats Units del 2010 | Població segons el cens dels Estats Units del 2010 | Població segons el cens dels Estats Units del 2010 |
| -------------------------------------------------- | -------------------------------------------------- | -------------------------------------------------- | -------------------------------------------------- | -------------------------------------------------- | -------------------------------------------------- | -------------------------------------------------- | -------------------------------------------------- | -------------------------------------------------- | -------------------------------------------------- |
| El comtat                                          | Població total                                     | Blancs                                             | Afroamericans                                      | Natius americans                                   | Asiàtics                                           | Illencs pacífics                                   | Altres races                                       | Dos o més races                                    | Hispànics o llatinoamericans (de qualsevol raça)   |
| Comtat de Rio Arriba                               | 40.246                                             | 20.778                                             | 204                                                | 6.447                                              | 170                                                | 13                                                 | 11.288                                             | 1.346                                              | 28.703                                             |
| Entitats de població                               | Població total                                     | Blancs                                             | Afroamericans                                      | Natius americans                                   | Asiàtics                                           | Illencs pacífics                                   | Altres races                                       | Dos o més races                                    | Hispànics o llatinoamericans (de qualsevol raça)   |
| Alcalde                                            | 285                                                | 58                                                 | 0                                                  | 11                                                 | 1                                                  | 0                                                  | 211                                                | 4                                                  | 261                                                |
| Chama                                              | 1.022                                              | 682                                                | 8                                                  | 52                                                 | 3                                                  | 0                                                  | 230                                                | 47                                                 | 676                                                |
| Chimayo                                            | 3.177                                              | 1.800                                              | 15                                                 | 71                                                 | 3                                                  | 2                                                  | 1.083                                              | 203                                                | 2.840                                              |
| Dulce                                              | 2.743                                              | 114                                                | 17                                                 | 2.514                                              | 3                                                  | 0                                                  | 52                                                 | 43                                                 | 303                                                |
| Española                                           | 10.224                                             | 6.939                                              | 54                                                 | 345                                                | 116                                                | 5                                                  | 2.547                                              | 218                                                | 8.910                                              |
| Santa Clara Pueblo                                 | 1.018                                              | 105                                                | 3                                                  | 789                                                | 3                                                  | 0                                                  | 101                                                | 17                                                 | 240                                                |
| Tierra Amarilla                                    | 382                                                | 251                                                | 4                                                  | 4                                                  | 1                                                  | 0                                                  | 115                                                | 7                                                  | 354                                                |

### Llengües parlades
Segons dades del 2005 de la Modern Language Association, un total de nou llengües tenien més de 20 parlants al Comtat de Rio Arriba; les llengües maternes eren les següents.